# Lego Star Wars

A Lego Star Wars logója

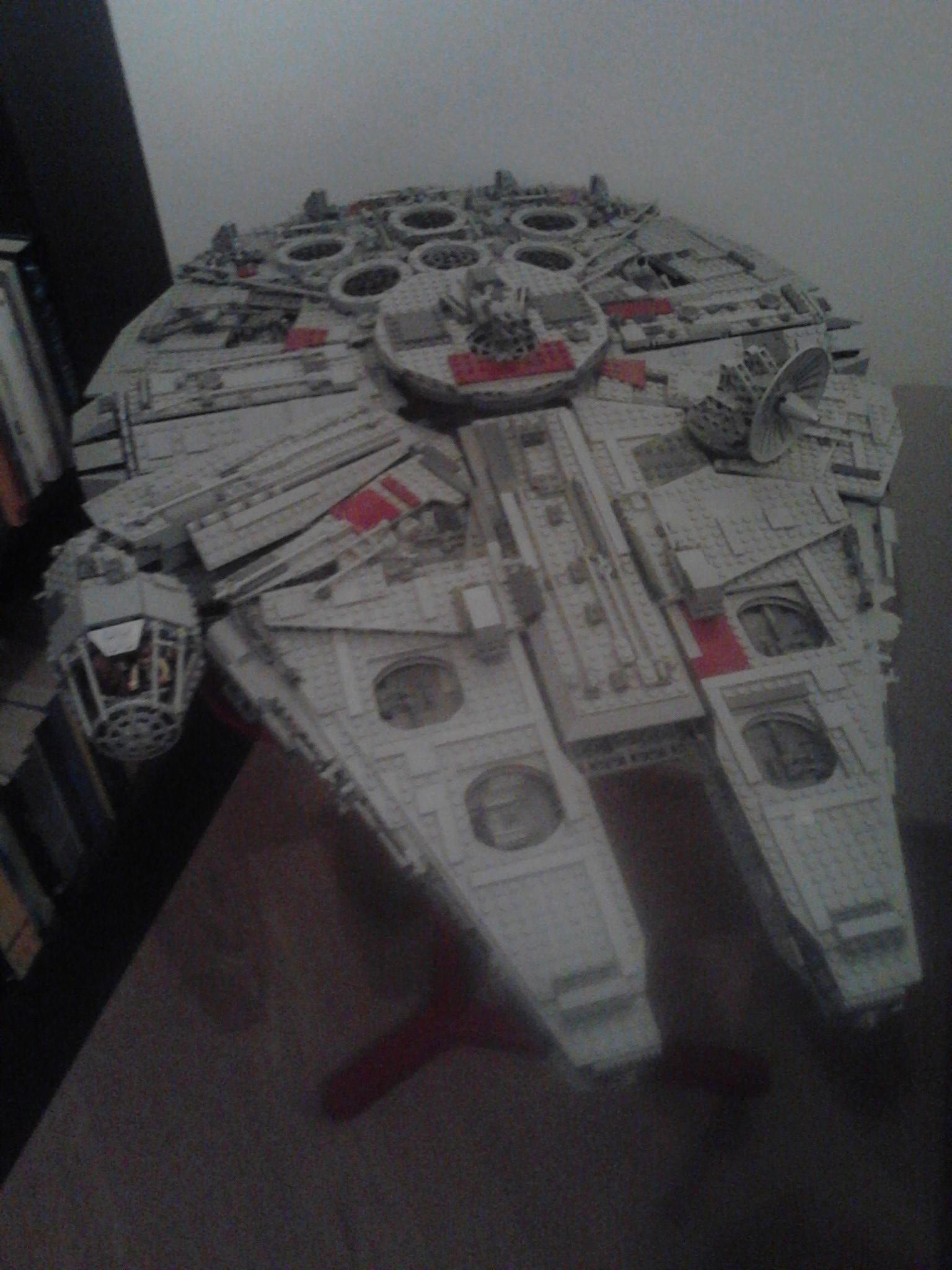
A Millennium Falcon

A Lego Star Wars (stilizáltan LEGO Star Wars) egy Lego téma, amely a George Lucas által létrehozott Star Wars média franchise-on alapul. Több mint 928 Lego építőjáték-készletet, 1389 Lego minifigurát, egy hat játékot tartalmazó azonos című videojáték-sorozatot, valamint több animációs rövidfilmet és televíziós sorozatot tartalmaz.
Eredetileg csak 1998-tól 2009-ig volt licencelve, de a Lego Csoport meghosszabbította a Lucasfilmmel a licencet, először 2011-ig, majd 2016-ig, aztán ismét 2022-ig, majd még egyszer 2032-ig.